# Anoncus bipunctatus
Anoncus bipunctatus är en stekelart som först beskrevs av Carl Gustav Alexander Brischke 1892.  Anoncus bipunctatus ingår i släktet Anoncus och familjen brokparasitsteklar. Arten är reproducerande i Sverige. Inga underarter finns listade i Catalogue of Life.